# La Fare-en-Champsaur
La Fare-en-Champsaur ist eine französische Gemeinde im Département Hautes-Alpes in der Region Provence-Alpes-Côte d’Azur. Sie gehört zum Arrondissement Gap und zum Kanton Saint-Bonnet-en-Champsaur. 

## Geografie
Im Nordosten verlaufen der Fluss Drac und die Schnellstraße Route nationale 85 an der Gemeindegrenze entlang. La Fare-en-Champsaur grenzt im Nordosten an Saint-Bonnet-en-Champsaur, im Südosten an Laye, im Südwesten an Gap und im Nordwesten an Poligny.

## Bevölkerungsentwicklung
| Jahr      | 1962 | 1968 | 1975 | 1982 | 1990 | 1999 | 2008 | 2016 |
| --------- | ---- | ---- | ---- | ---- | ---- | ---- | ---- | ---- |
| Einwohner | 361  | 354  | 397  | 409  | 422  | 413  | 418  | 443  |

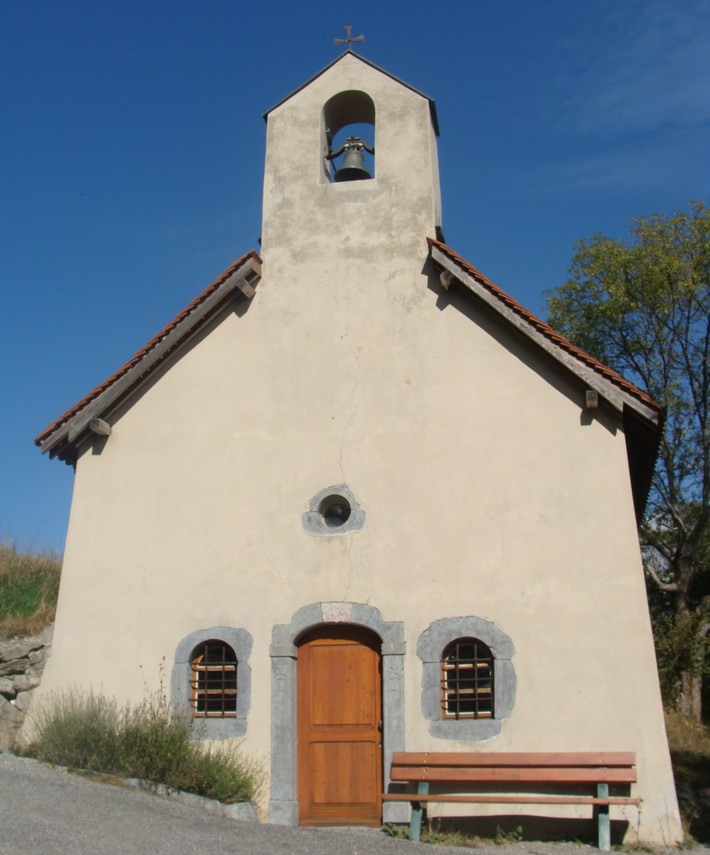
Chapelle des Allards
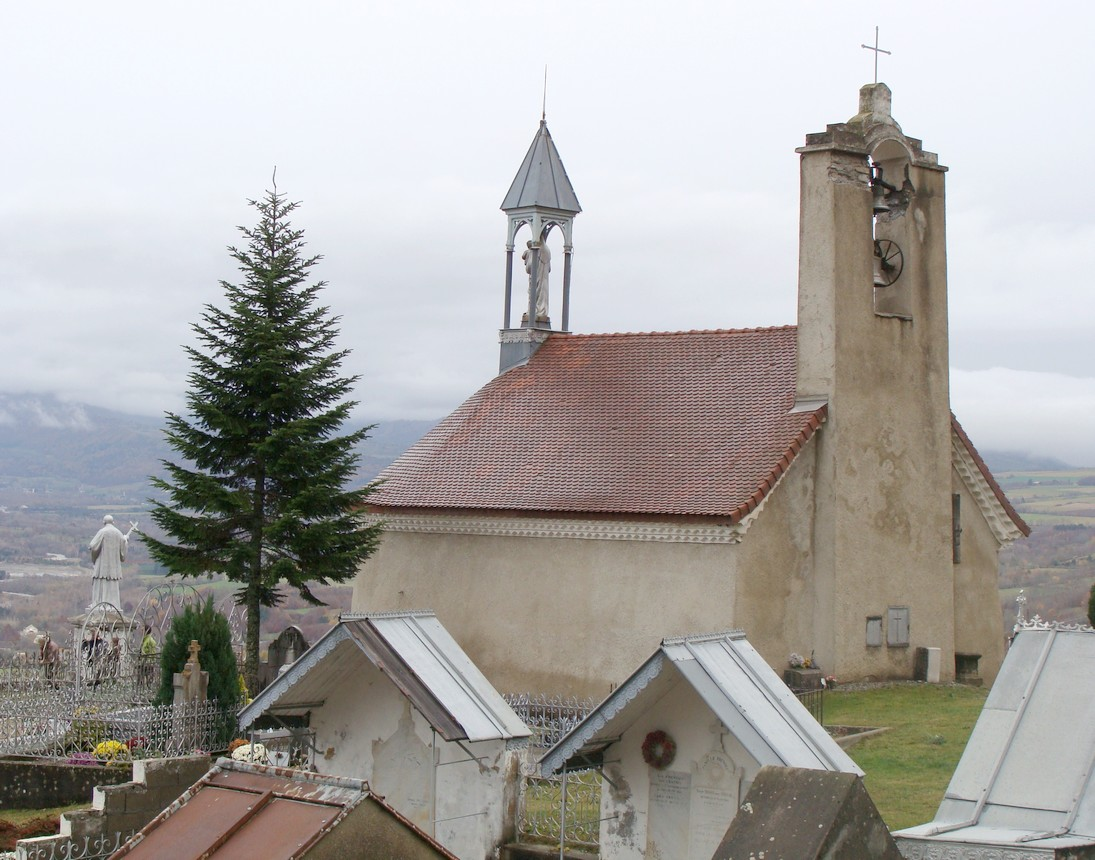
Kirche Notre-Dame de Bois-Vert
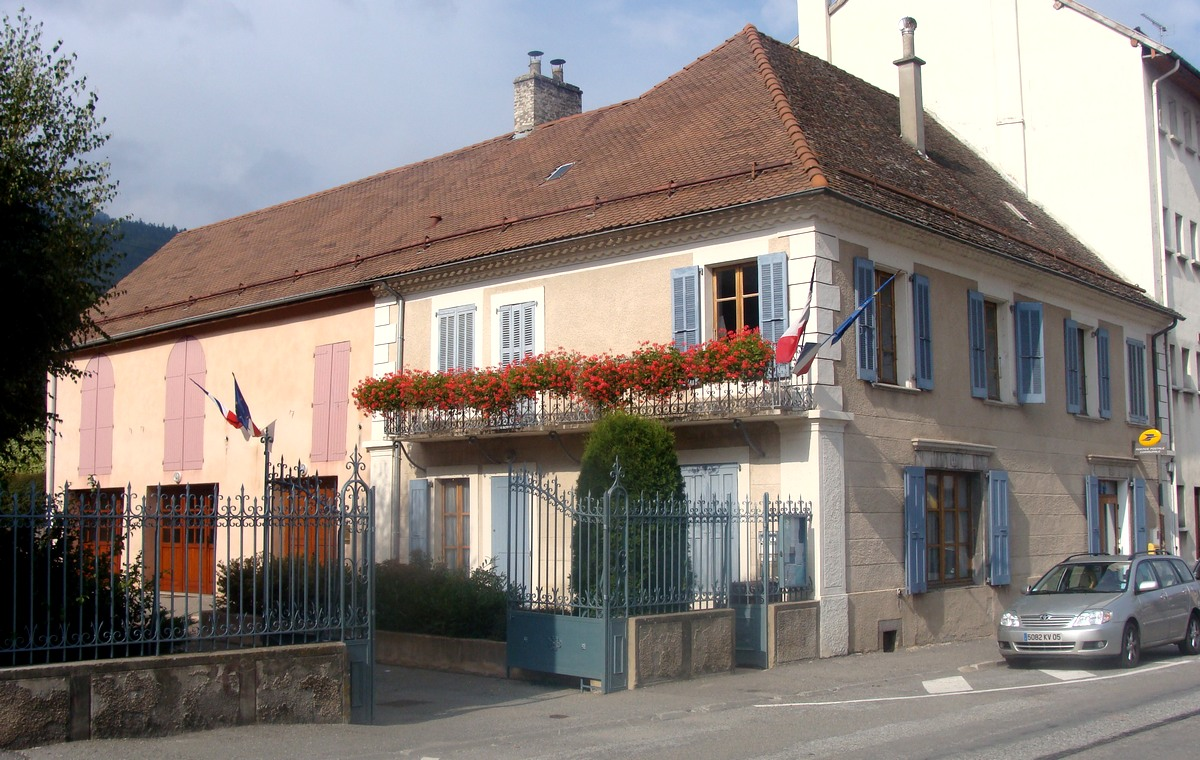
Mairie La Fare-en-Champsaur